# Arenaviridae
Famille
Genres de rang inférieur
- Antennavirus
- Hartmanivirus
- Mammarenavirus
- Reptarenavirus

La famille des Arenaviridae est une famille de virus qui appartiennent au groupe V (virus à ARN à simple brin et à polarité négative) et qui comprend en particulier :
- le virus de Lassa
- le virus du Río Machupo

## Arénavirus et leurs vecteurs
| Virus                                     | Maladie                                           | Vecteur                                      | Distribution                                   |
| ----------------------------------------- | ------------------------------------------------- | -------------------------------------------- | ---------------------------------------------- |
| Virus de la chorioméningite lymphocytaire | chorioméningite lymphocytaire                     | Souris commune                               | cosmopolite                                    |
| Virus de Lassa                            | Fièvre de Lassa                                   | Rat (Mastomys natalensis)                    | Afrique de l'Ouest                             |
| Mammarenavirus argentin (virus de Junín)  | Fièvre hémorragique d'Argentine                   | Souris du maïs (Calomys musculinus)          | Argentine                                      |
| Virus du Machupo (Río Machupo)            | Fièvre hémorragique bolivienne                    | Calomys callosus (en)                        | Bolivie                                        |
| Virus du Chapare                          | Fièvre hémorragique du Chapare                    | Oligoryzomys microtis (en) AC                | Bolivie                                        |
| Virus de Guanarito                        | Fièvre hémorragique vénézuélienne                 | Souris de la canne (Zygodontomys brevicauda) | Venezuela                                      |
| Mammarenavirus brésilien ou virus sabiá   | Fièvre hémorragique brésilienne                   | Inconnu                                      | Brésil                                         |
| Virus de Tacaribe                         | Fièvre hémorragique des Caraïbes[réf. nécessaire] | Chauve-souris (Artibeus)                     | Trinidad                                       |
| Virus flexal (en)                         | Maladie rappelant la grippe                       | Rat du riz (Oryzomys)                        | Brésil                                         |
| Virus du Whitewater Arroyo (en)           | Fièvre hémorragique                               | Rat des bois (Neotoma)                       | Sud-ouest des USA                              |
| Lujo mammarenavirus                       | Fièvre hémorragique                               | Inconnu                                      | Zambie (Lusaka), Afrique du Sud (Johannesburg) |

## Référence biologique
- (en) ICTV : Arenaviridae  (consulté le 25 janvier 2021)